# 2952 Lilliputia
2952 Lilliputia este un asteroid din centura principală, descoperit pe 22 septembrie 1979 de Nikolai Cernîh.